# Повітряні сили Бельгії

Організаційна структура Бельгійського повітряного компоненту за станом на 2017 рік

Повітряні сили Бельгії (нід. Belgische Luchtmacht; фр. Force aérienne belge, з січня 2002 року — Бельгійський повітряний компонент (фр. Composante air, нід. Luchtcomponent)) — повітряні сили Королівства Бельгія, складова частина збройних сил країни. Повітряний компонент призначений забезпечення захисту повітряного простору Бельгії та наданні авіаційної підтримки іншим видам збройних сил Королівства при виконанні ними завдань у спільних операціях. Бельгійські повітряні сили були засновані в 1909 році і є одними з найстаріших видів військової авіації у світі.

## Історія

### Заснування
1909 році у бельгійській армії був заснований перший підрозділ військової авіації, який носив назву Рота повітряних літаків та куль (фр. Compagnie des Ouvriers et Aérostiers). Головним поштовхом до формування першого у світі авіаційного формування став персональний інтерес бельгійського короля Альберта до застосування літаків у військових цілях. Військове міністерство, узявши за основу прикладу французької авіації, стимулювало набір пілотів військових літаків після отримання кандидатами сертифікату цивільного льотчика.
У 1910 році, оплативши за власний кошт навчання в авіаційній школі, перші три бельгійські лейтенанти здобули право вступити до бельгійської авіаційної роти.
Навесні 1911 року у повітряних силах була заснована власна військова авіаційна школа з п'ятьма пілотами, двома механіками та працівником.
12 вересня 1912 року пілот лейтенант Неліс та спостерігач лейтенант Штеллінгверфф стали першими європейцями, які під час польоту провели стрільбу з кулемета по наземній цілі. Але така ініціатива призвела до покарання молодих офіцерів у дисциплінарному порядку. У листопаді 1913 року вони продемонстрували в Англії у Хендоні та Олдершоті стрільбу з кулемета Льюїса. Результатом таких демонстрацій стало прийняття англійцями кулемету Льюїса на озброєння своєї військової авіації, а бельгійці цього не зробили. Як наслідок Бельгія вступила в Першу світову війну, маючи літаки, які діяли виключно у розвідувальних цілях.

### Перша світова війна
На момент вступу Бельгії в Першу світову війну 4 серпня 1914 року Відділення військової авіації (фр. Aviation Militaire Belge; нід. Belgische militaire luchtvaart), складалося з чотирьох ескадрилей, кожна з яких мала чотири літаки виробництва Анрі Фармана, хоча ескадрильї III та IV ще перебували у стадії формування. У штаті кожної ескадрильї був один вантажний автомобіль, і була п'ята вантажівка, яка слугувала мобільною майстернею. Кожна ескадрилья мала командира, п'ять пілотів та шість спостерігачів. Більшість нових авіаторів прибула до авіації з інженерних та артилерійських частин бельгійських збройних сил. Вже з початком війни була створена п'ята ескадрилья, укомплектована цивільними пілотами, призваними до лав ЗС і з літаками виробництва Блеріот.
З перших годин війни бельгійські пілоти вступили у конфлікт. 4 серпня 1914 року лейтенант Анрі Кромбес на літаку «Депердуссін» провів перший розвідувальний політ над Льєжем. За кілька днів стався перший бій, в якому бельгійський пілот Бехає вбив ворога. 26 вересня бельгійський екіпаж лейтенанта де Петровські та сержанта Бензеліна пострілом з гвинтівки смертельно поранив німецького льотчика і змусив його «Таубе» приземлитися в Сент-Агат-Беркем; якби вони офіційно зареєстрували цю перемогу, її затвердження означало б першу у світовій історії бойову перемогу у повітряному бою.
3 січня 1915 року на два бельгійські літаки були встановлені кулемети; це були перші бельгійські літаки-винищувачі. 26 лютого стався перший повітряний бій, коли три бельгійських «Фармани» вступили у бій з десятьма німецькими «Альбатросами». 26 березня бельгійський пілот збив перший німецький двомісний літак, що стало першою офіційною перемогою бельгійських авіаторів у війні.
18 січня 1916 року було прийнято рішення про створення спеціальної винищувальної ескадрильї. 22 лютого 1916 року 1-ша ескадрилья переформована на 1-шу винищувальну ескадрилью і озброєна сучасними Nieuport 10. У серпні ще одна ескадрилья перейшла на винищувачі Nieuport 11. На осінь 1916 року бельгійська військова авіація виросла до 44 літаків, серед яких був 21 винищувач.
Влітку 1917 року бельгійським літакам була відведена активна роль в авіаційній операції союзників на початку Третьої Іпрської битви. До початку останнього наступу союзників у вересні 1918 року бельгійську військову авіацію було включено в єдиний склад сил авіації союзників і бельгійці могли виділяти понад 40 літаків одночасно для ведення бойових дій. За короткий проміжок часу авіаційна група Бельгія провела понад 700 повітряних боїв і зарахувала на свій рахунок 71 підтверджену та 50 вірогідних перемог.

### Міжвоєнний час
Після завершення Першої світової війни, у квітні 1919 року бельгійська військова авіація складалися з восьми ескадрилей, три з них були винищувальними, на озброєнні яких значилися літаки типів Hanriot HD.1, Sopwith Camel, Nieuport 17, SPAD S.VII і Fokker D.VII.
У міжвоєнний час Повітряні сили Бельгії експлуатували переважно Bréguet 19, бомбардувальник та розвідувальний літак французького виробництва. Деякі зусилля були докладені для придбання літаків власного виробництва, таких як ACAZ C.2 та LACAB GR.8, проте жоден з них не надійшов у масове виробництво.

### Друга світова війна
До початку Другої світової війни бельгійські ПС армії мали у своєму розпорядженні три діючі авіаційні полки. Основними літаками, що перебували на озброєнні були Renard R.31 і Renard R.32, Fiat CR.42, Hawker Hurricane, Gloster Gladiator, Fairey Fox і Fairey Battle. Під час вторгнення вермахту у травні 1940 року майже вся бельгійська авіація була вщент розгромлена німецькими Люфтваффе, що значно переважали їх у чисельності та тактиці застосування. 28 травня 1940 року після капітуляції Бельгії у Великій Британії були створені нечисельні бельгійські ПС у вигнанні як бельгійський відділ Волонтерського резерву Королівських ПС. Це формування діяло пліч-о-пліч з льотчиками британських Королівських Повітряних сил, маючи на озброєнні Supermarine Spitfire та Hawker Typhoon.

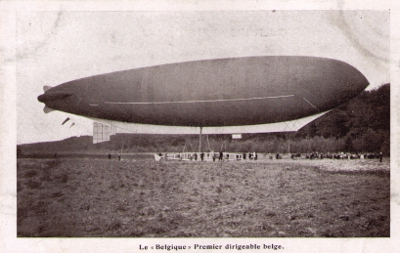
Belgique, перший бельгійський дирижабль

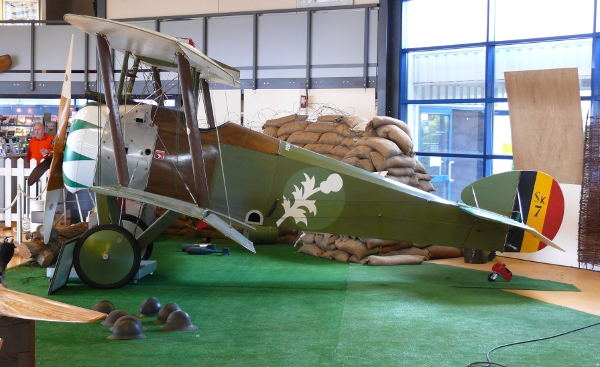
Бельгійський винищувач Sopwith Camel у кольорах 1-ї ескадрильї

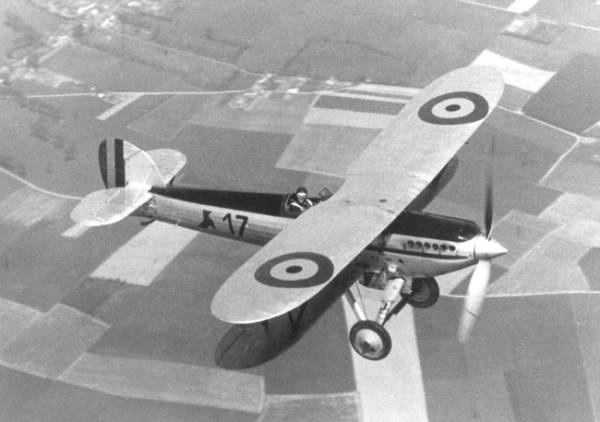
Бельгійський Fairey Firefly IIM у польоті над Нівелем

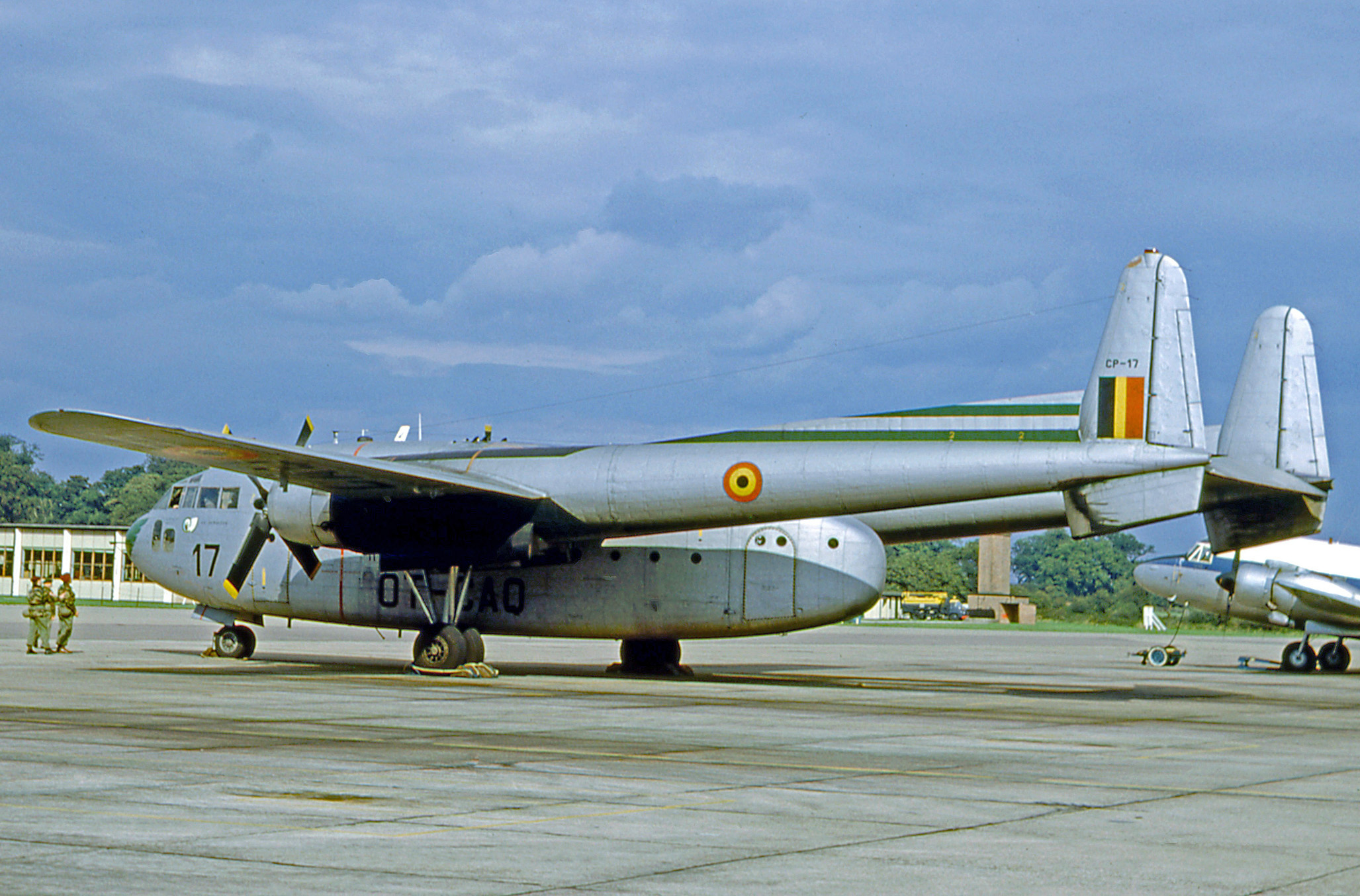
Середній військово-транспортний літак Fairchild C-119 Flying Boxcar бельгійських ПС

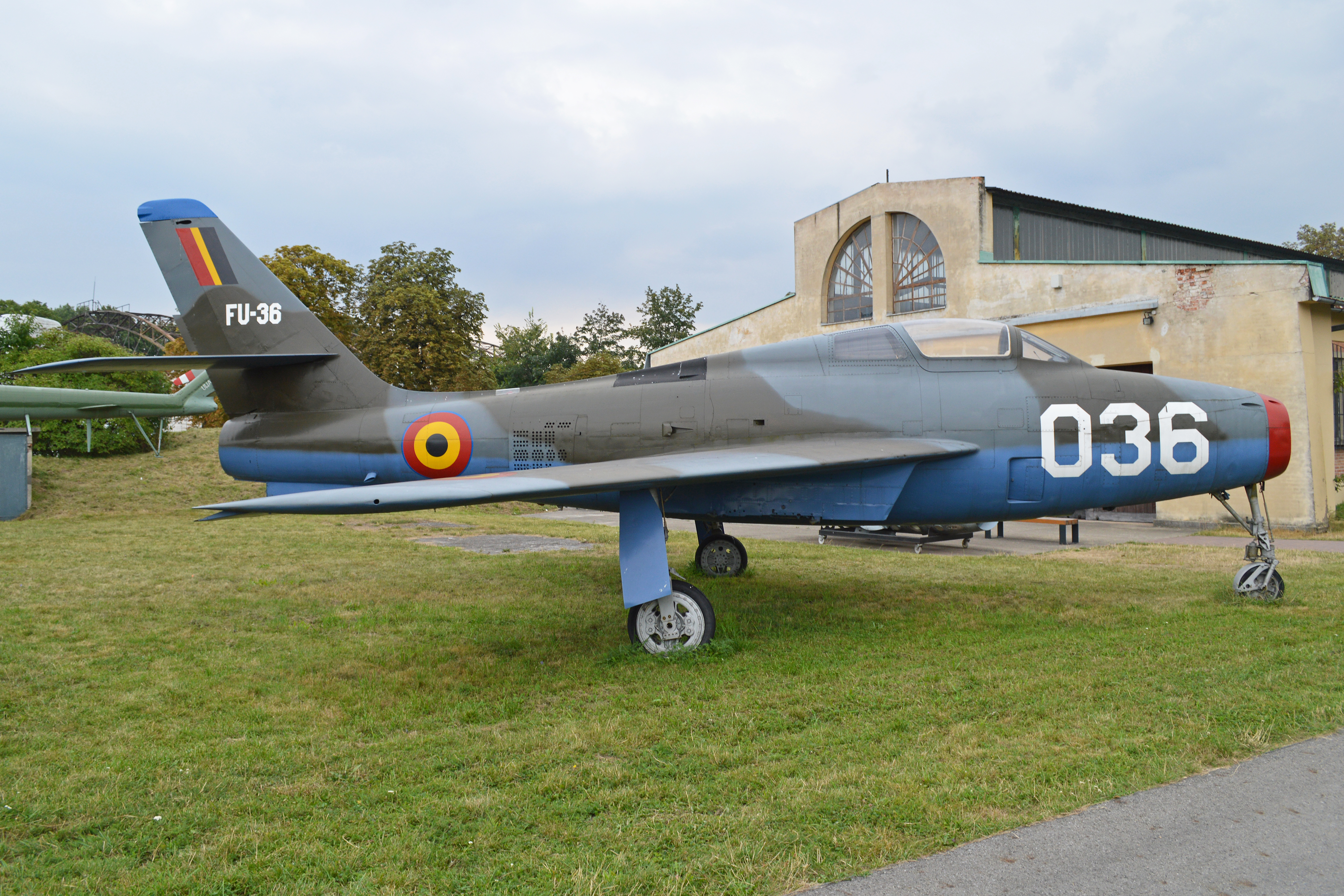
Бельгійський винищувач-бомбардувальник F-84F

### Холодна війна
15 жовтня 1946 року, вже з початком нового витка Холодної війни, бельгійська військова авіація була відокремлена від армії в окремий вид збройних сил.

### Сучасний стан
На початку 1990-х років, завершення Холодної війни й розпад Варшавського блоку, змусив уряд Бельгії реструктурувати свої збройні сили. Основною метою було створення сучасної, ефективної системи оборони для протистояння світу з його зміненими загрозами. Бельгійські ПС зазнали сильних скорочень, загальна чисельність була зменшена більш ніж удвічі. 1994 році розформовано 3-е тактичне крило в Бірсеті; згодом розформування 1-го винищувального крила в Бовешені; 9-го навчального крила на авіабазі Сінт-Трейден; та початкової льотної школи в Геценховені (1996).

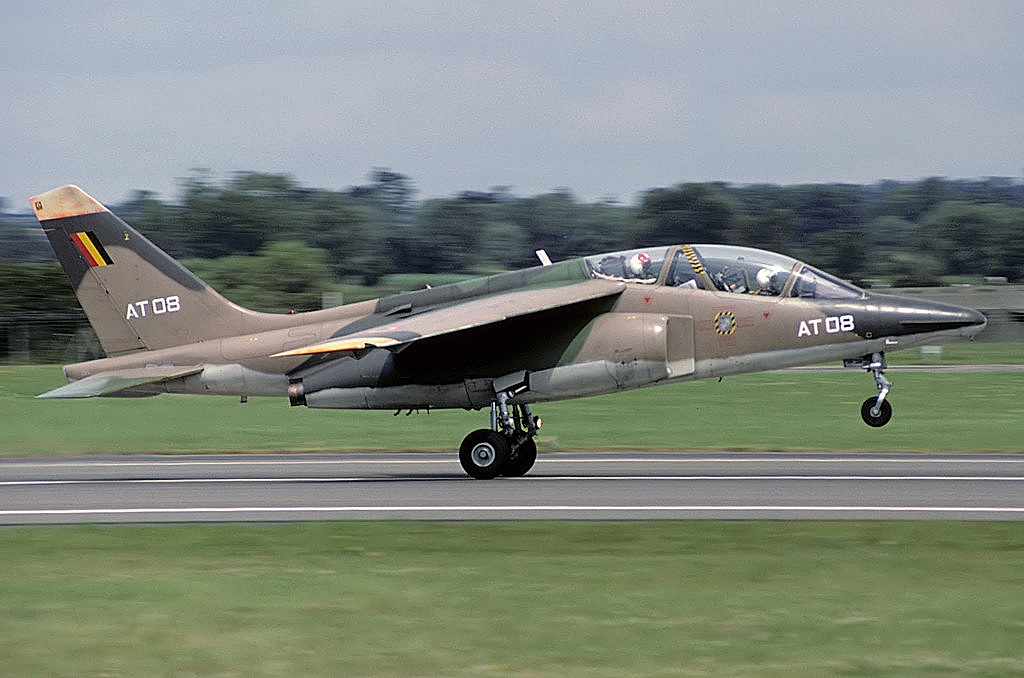
Зліт Alpha Jet. 1985

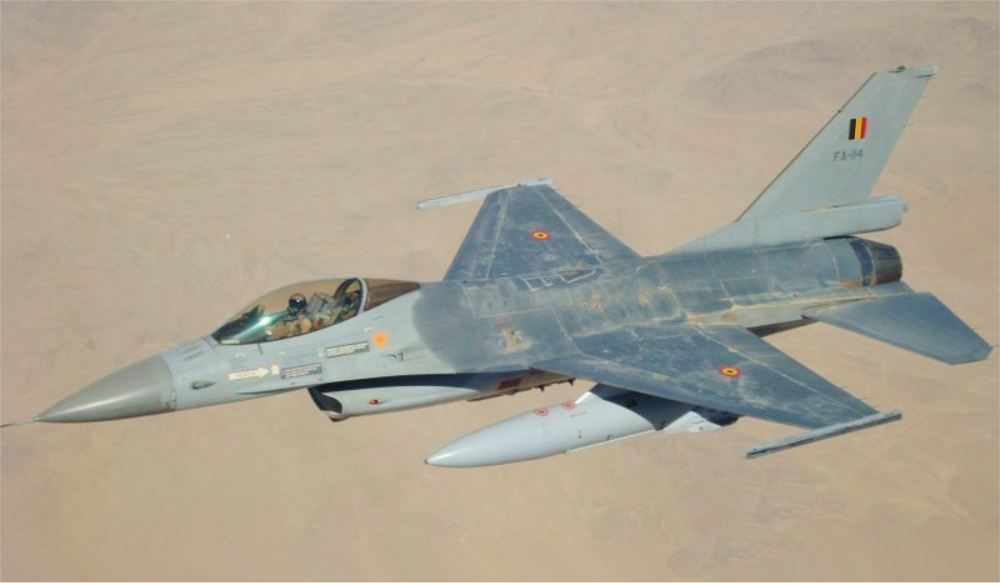
F-16 «Файтінг Фалкон» поблизу аеропорту Кандагар. Війна в Афганістані. 2013

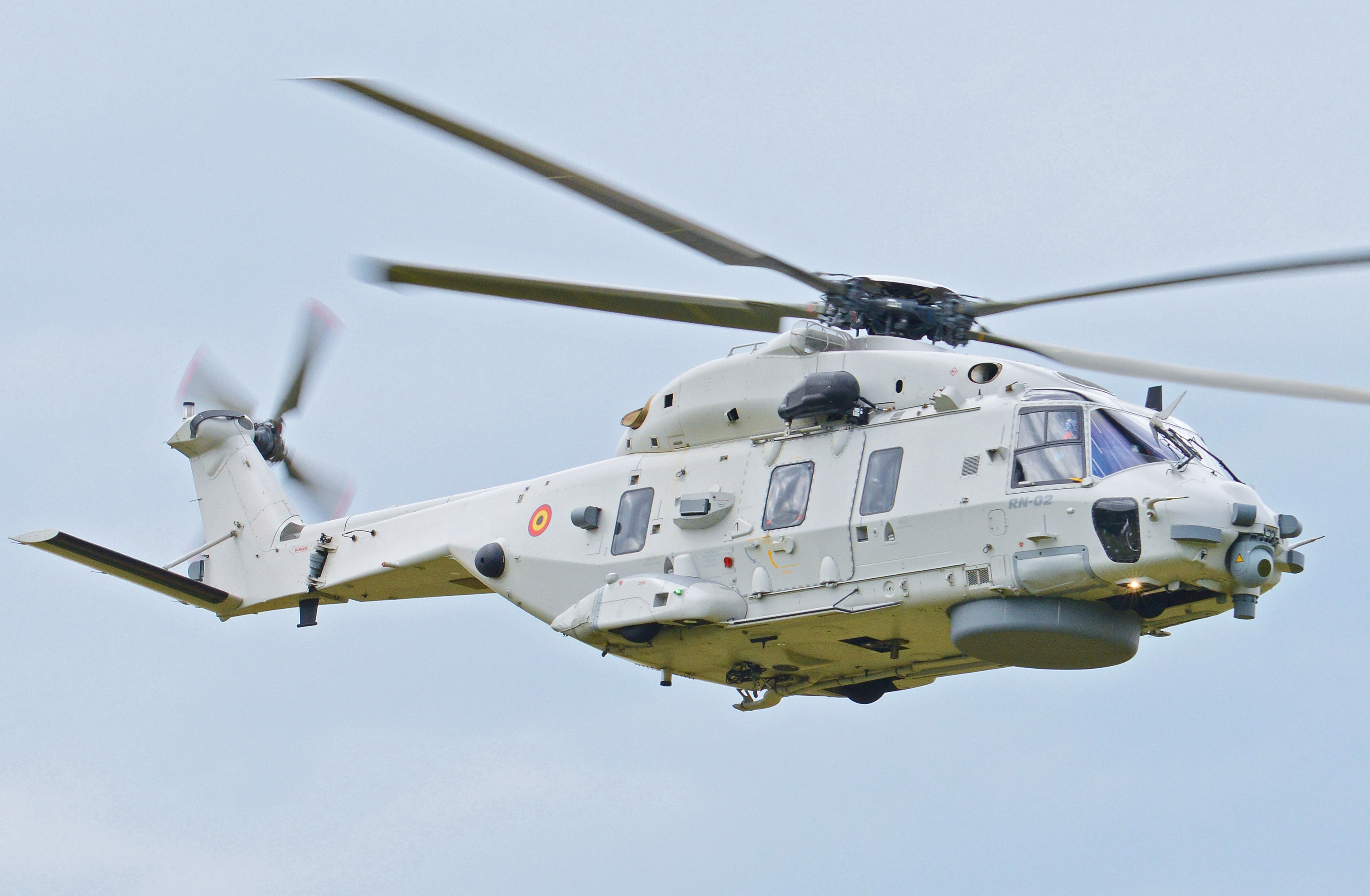
Вертоліт NH90 NFH. 2016

### Структура
- Штаб-квартира Повітряного компоненту (Евер)[1]
  - Центр управління повітряним рухом (Семмерзаке[en])
  - Центр управління і звітів (авіабаза Бовешен, які надходять до Інтегрованої системи ППО НАТО, в Юдемі, Німеччина)
  - 1-ше крило[en] (авіабаза Бовешен)
    - 15-та ескадрилья (частина оперативної та бойової підготовки і навчання), AW109BA Hirundo)
    - 17-та ескадрилья (AW109BA Hirundo)
    - 18-та ескадрилья (NH90 TTH)
    - Ескадрилья прикриття

  - 2-ге тактичне крило[en] (авіабаза Флоренн)
    - 1-ша ескадрилья (F-16AM Falcon)
    - 350-та ескадрилья (F-16AM Falcon)
    - Група обслуговування
    - Група прикриття та підтримки

  - 10-те тактичне крило[en] (авіабаза Кляйне-Брогель)
    - 31-ша ескадрилья (F-16AM Falcon)
    - 349-та ескадрилья (F-16AM Falcon)
    - Частина оперативної перепідготовки (F-16BM Falcon)
    - Група обслуговування
    - Група прикриття та підтримки

  - 15-те крило транспортної авіації[en] (авіабаза Мелсбрук[en])
    - 20-та ескадрилья (C-130H Hercules, з 2020 року — Airbus A400M[2])
    - 21-ша ескадрилья (Airbus A321, Falcon 900B, Embraer ERJ 135, Embraer ERJ 145)
    - Частина оперативної перепідготовки

  - Метеорологічне крило (авіабаза Бовешен)
    - Військовий центр прогнозу погоди
    - Метеорологічна школа
    - майстерня обслуговування
    - Частина метеорологічних комунікацій

  - 11-та ескадрилья, французька авіабаза Казо[en], навчальні (Alpha Jet E)
  - 40-ва вертолітна ескадрилья (авіабаза Коксейде, вертольоти NH90 NFH)
  - 80-та  ескадрилья безпілотників (авіабаза Флоренн, БПЛА B-Hunter)
  - Центр компетентності повітряних компонента (авіабаза Бовешен)
    - Льотна школа Повітряного компонента Бельгії (авіабаза Бовешен)
      - 5-та ескадрилья (навчальні SF.260D/M+[en])
      - 9-та ескадрилья (навчальні SF.260D/M+)
      - Центр військових планерів (авіабаза Бовешен; L21B Super Cub та комплект планерів)

    - Загін K-9[en] (Ауд-Геверле)

  - Директорат безпеки авіації (авіабаза Бовешен)

## Військові літаки Бельгії

### Літаки Холодної війни
| Найменування                 | Виробництво             | Тип                                   | Варіант        | На службі     | Прим.                                                   |               |
| Бойові літаки                | Бойові літаки           | Бойові літаки                         | Бойові літаки  | Бойові літаки | Бойові літаки                                           | Бойові літаки |
| ---------------------------- | ----------------------- | ------------------------------------- | -------------- | ------------- | ------------------------------------------------------- | ------------- |
| Fairey Battle                | Велика Британія         | бомбардувальник                       |                | 14            |                                                         |               |
| Fairey Fox                   | Велика Британія         | легкий бомбардувальник                | II/III/VI/VIII | 115           |                                                         |               |
| Fiat CR.42                   | Італія                  | винищувач                             |                | 23            |                                                         |               |
| Gloster Gladiator            | Велика Британія         | винищувач                             |                | 15            |                                                         |               |
| Supermarine Spitfire         | Велика Британія         | винищувач                             | FR Mk XIV      | 53            |                                                         |               |
| Gloster Meteor               | Велика Британія         | винищувач                             | F.4/NF.11      |               | Використовувався як нічний винищувач                    |               |
| Hawker Hurricane             | Велика Британія         | винищувач                             | Mk I           | 11            | Збудований за ліцензією SABCA                           |               |
| Avro Canada CF-100 Canuck    | Канада                  | винищувач-перехоплювач                | Mk 5           | 53            | На службі 1957—1964                                     |               |
| Republic F-84                | Сполучені Штати Америки | винищувач-бомбардувальник             | F-84E/G        |               | На службі 1951—1955                                     |               |
| F-84F                        | Сполучені Штати Америки | винищувач-бомбардувальник             |                |               | На службі 1955—1972                                     |               |
| Lockheed F-104               | Сполучені Штати Америки | винищувач-перехоплювач                | F-104G         | 100           | Збудований за ліцензією SABCA. На службі 1963—1983      |               |
| Mirage 5                     | Франція                 | бомбардувальник                       | BA             | 63            | На службі 1970—1994                                     |               |
| Розвідувальні літаки         |                         |                                       |                |               |                                                         |               |
| Mirage 5                     | Франція                 | Розвідувальний літак                  | BR             | 27            |                                                         |               |
| Renard R.31                  | Бельгія                 | Літак спостереження                   |                | 19            |                                                         |               |
| Auster AOP.6                 | Велика Британія         | Літак спостереження                   |                | 22            | На службі 1947—1955                                     |               |
| Republic F-84F               | Сполучені Штати Америки | Розвідувальний літак                  |                |               |                                                         |               |
| Транспортні літаки           |                         |                                       |                |               |                                                         |               |
| Dassault Falcon 900          | Франція                 | Транспортний літак                    | Falcon 900B    | 1             | На службі 1995—2019                                     |               |
| Dassault Falcon 20           | Франція                 | Транспортний літак                    |                | 2             | На службі 1973—2016                                     |               |
| Douglas C-54                 | Сполучені Штати Америки | Транспортний літак                    |                |               |                                                         |               |
| Fairchild C-119              | Сполучені Штати Америки | Транспортний літак                    |                |               |                                                         |               |
| Boeing 727                   | Сполучені Штати Америки | Літак VIP-класу                       | 100QC          | 2             | Придбаний у Sabena. На службі 1976—1998                 |               |
| Airbus A310                  | Багатонаціональний      | Транспортний літак                    | A310-222       | 2             | Колишній лайнер Singapore Airlines, на службі 1998—2009 |               |
| Вертольоти                   |                         |                                       |                |               |                                                         |               |
| Alouette II                  | Франція                 | Багатоцільовий вертоліт               |                | 81            | На службі 1960—2009                                     |               |
| Sikorsky S-58                | Сполучені Штати Америки | SAR                                   |                | 11            | На службі 1961—1986. Замінений на Westland Sea King     |               |
| Westland Sea King            | Велика Британія         | SAR                                   | Mk. 48         | 5             | На службі 1976—2019. Замінені на NH-90                  |               |
| Навчально-тренувальні літаки |                         |                                       |                |               |                                                         |               |
| Lockheed T-33                | Сполучені Штати Америки | Тренувальний літак базової підготовки | T-33A          | 12            |                                                         |               |
| Fouga CM.170                 | Франція                 | Реактивний навчальний літак           |                | 40            |                                                         |               |
| Lockheed F-104               | Сполучені Штати Америки | Тренувальний літак                    | TF-104G        | 12            | Побудований за ліцензією SABCA                          |               |
| Mirage 5                     | Франція                 | Тренувальний літак                    | BD             | 16            |                                                         |               |
| SIAI-Marchetti SF.260        | Італія                  | Тренувальний літак базової підготовки |                |               |                                                         |               |

### Літаки, що перебувають на озброєнні
| Найменування          | Виробництво                       | Фото          | Тип                                   | Варіант       | Загальна чисельність | Прим.                       |
| Бойові літаки         | Бойові літаки                     | Бойові літаки | Бойові літаки                         | Бойові літаки | Бойові літаки        | Бойові літаки               |
| --------------------- | --------------------------------- | ------------- | ------------------------------------- | ------------- | -------------------- | --------------------------- |
| F-35 «Лайтнінг» II    | США                               |               | Багатофункційний бойовий літак        | F-35A         |                      | Замовлено 34 одиниці        |
| F-16 «Файтінг Фалкон» | США                               |               | Багатофункційний бойовий літак        | F-16A         | 43                   |                             |
| Транспортні літаки    |                                   |               |                                       |               |                      |                             |
| Airbus A321           | Франція                           |               | VIP-транспорт                         |               | 1                    | Позичений у компанії Hi Fly |
| Embraer ERJ 145       | Бразилія                          |               | VIP-транспорт                         |               | 3                    |                             |
| Airbus A400M          | Франція / Іспанія                 |               | Тактичний транспорт                   |               |                      | 7 (замовлено)               |
| C-130 Hercules        | Сполучені Штати Америки           |               | Тактичний транспорт                   | C-130H        | 9                    |                             |
| Вертольоти            |                                   |               |                                       |               |                      |                             |
| Alouette III          | Франція                           |               | Вертоліт зв'язку                      |               | 3                    | На озброєнні ВМС Бельгії    |
| NHI NH90              | Європейський союз                 |               | Протичовновий / Пошуково-рятувальний  | NFH           | 4                    | На озброєнні ВМС Бельгії    |
| NHI NH90              | Європейський союз                 |               | Транспортний / загального призначення | TTH           | 4                    |                             |
| AgustaWestland AW109  | Італія                            |               | Розвідувальний / протитанковий        |               | 20                   |                             |
| Навчальні             |                                   |               |                                       |               |                      |                             |
| Alpha Jet             | Франція / Німеччина               |               | Навчальний / легкий бойовий           |               | 28                   | Виводяться зі складу ПС     |
| F-16 Fighting Falcon  | Сполучені Штати Америки           |               | Навчальний / для перепідготовки       | F-16B         | 9                    |                             |
| SIAI-Marchetti SF.260 | Італія                            |               | Навчальний                            |               | 32                   |                             |
| БПЛА                  |                                   |               |                                       |               |                      |                             |
| IAI B-Hunter          | Сполучені Штати Америки / Ізраїль |               | Розвідувальний                        |               | 13                   |                             |
| MQ-9 Sky Guardian     | Сполучені Штати Америки           |               | Ударний БПЛА                          |               |                      | 4 (замовлено)               |